# Млини фірми «Алліс–Чалмерс»

Найбільший млин самоподрібнення типу «Каскад» виробництва фірми «Алліс–Чалмерс» (розмір барабана 11,0 х 4,6 мм, потужність привода 8940кВт)

Млини первинного та часткового самоподрібнення виробництва фірми «Алліс–Чалмерс» отримали назву «Рокс», млини вторинного самоподрібнення і галечні — «Рокпіб». Великогабаритні млини фірми характеризуються високою продуктивністю, що в разі простою обумовлює значні економічні збитки. Тому забезпечення надійності є основним завданням при конструюванні млинів. Найбільш великі млини самоподрібнення, виготовлені фірмою «Алліс–Чалмерс», установлені в 1976 р. на збагачувальній фабриці «Хіббінг Таконайт» фірми «Пікандз Мазер».

## Барабан
На початку 1960–х років фірма «Алліс–Чалмерс» розпочала реалізацію програми по створенню великогабаритних млинів високої надійності. Проводилися спеціальні дослідження з розробки найкращої конструктції днища барабанів і матеріалу для їх виготовлення (у вітчизняній практиці цей вузол барабана зазвичай називають «торцева стінка» або «кришка» барабана).
На підставі цих робіт були складені розрахункові формули для визначення напруження по всій литві днища млина. Оскільки при конструюванні днища доводиться враховувати до 20 змінних, була розроблена спеціальна програма для проведення потрібних при цьому розрахунків на ЕОМ. Одночасно складені розрахункові формули перевірялися на діючих млинах безпосередньо на місці їх експлуатації.
Дослідження напружень, що виникають у днищі і кожусі нових млинів, розміри яких значно більше в порівнянні з млинами, що випускалися раніше, проводилися безпосередньо на місці встановлення млинів. Це дозволяло перевіряти розрахункові формули. З початку здійснення програми фірмою було випущено понад 600 млинів. За цей час не зафіксовано жодного випадку поломки днищ або барабанів, що свідчить про правильність розробленої методики конструювання та дослідження роботи млинів.
Аналіз напружень і деформацій барабанів млинів також вимагає складної програми. Часто при певній концентрації навантаження і довжині млина необхідні барабани спеціальної конструкції. Барабан такої конструкції характеризується наявністю перехідної плити на обох циліндричних кінцях барабана, що додатково збільшує площу поперечного перерізу його стінок на ділянках, де, як встановлено дослідженнями, виникають найбільші напруження.
Навантаження барабана відбувається на значній довжині аж до ділянки 2, на якій робочі напруги зменшуються.
У конструкціях барабанів для млинів «Рокс» діаметром більше 7,9 м і з приводом потужністю більше 2983 кВт частіше передбачаються не плоскі, а конічні днища, зазвичай посилені ребрами жорсткості.
Дослідженням деформацій встановлено, що для млинів такого (і більшого) розміру і з приводом зазначеної потужності найбільш доцільно застосовувати барабани з конічними днищами, так як ця конструкція більш міцна і жорстка в порівнянні з конструкцією з плоскими днищами.
Для млинів меншого розміру можливі розробка і виготовлення економічної конструкції — з вертикальним плоским днищем, що забезпечує напругу і деформацію в допустимих межах і полегшує виготовлення барабана.
У великогабаритних млинах найбільш прийнятні конічні днища: краще використовується матеріал, створюється можливість попередньо, в процесі розробки конструкції, визначати і задавати величину і характер напружень і деформацій.
Розрахунки для млина часткового самоподрібнення діаметром 9,2 м з приводом потужністю 5220 кВт показали, що застосування плоского днища замість конічного обумовлює (тільки з урахуванням величини виникаючих напружень) збільшення маси барабана на 13 %. Крім того, деформації в барабані з конічними днищами були б меншими, ніж при плоскому днищі.
При розробці конструкції барабана на ранніх стадіях конструювання слід враховувати проблеми транспортування, визначаючи кількість секцій, на які повинен бути розділений барабан. Прийняті технічні розробки можуть бути включені в проект підприємства, використані при вирішенні завдань транспортування, обслуговування і виготовлення млинів. Досвід по розділенню на секції барабанів великогабаритних млинів, накопичений фірмою, дуже цінний. З'єднання болтами точно оброблених фланців окремих секцій на місці установки млинів — випробуваний метод (фахівцям фірми невідомі випадки успішного виготовлення і монтажу барабанів великогабаритних млинів шляхом зварки окремих секцій).

## Підшипники (вальниці)
Найважливішим вузлом, який забезпечує нормальну роботу млина, є підшипники. Як видно з рис. 22, змінний вкладиш підшипника має дугу в 120°.
Поверхня підшипника залита бабітом, якому віддано перевагу перед бронзою завдяки меншій чутливості до потрапляння потрапившими у підшипник сторонніми частинками. При попаданні в підшипник разом зі змазкою забруднень на бабітовій заливці можуть з'явитися задирки, але зазвичай це не перешкоджає подальшій роботі підшипника, тоді як бронзові підшипники в цих випадках часто схильні до утворення ділянок з сильною ліквацією і до руйнування, яке може супроводжуватися ушкодженням поверхні цапфи. У пазах під бабітовою заливкою встановлені змійовики для циркуляції охолоджуючої води.
Всі підшипники млинів фірми «Алліс–Чалмерс» змащуються гідравлічно. Таким чином, при роботі млина не потрібна подача мастила під великим тиском.
Млин працює при подачі масла під низьким тиском від зовнішньої системи або від внутрішніх механізмів змазки. Подача масла під високим тиском застосовується лише для забезпечення «спливання» млина при запуску. Наявність подвійної системи змазки дозволяє не переривати роботу млина при несправності зовнішньої системи, тому що внутрішня система забезпечує достатню змазку. Ще однією перевагою системи змащення низького тиску є мала потужність (всього 4,5 кВт), споживана при роботі млина.
Вкладиші підшипників повинні бути повністю самоустановлювальні. Це дуже важливо для млинів, що обертаються в двох протилежних напрямках, оскільки при зміні напрямку обертання може порушитися правильна установка підшипника.
Фірма «Алліс–Чалмерс» застосовує «хитну» конструкцію самовстанов¬лю¬ваних вкладишів, що значно краще, ніж кульові . Вкладиш має криволінійну нижню поверхню і вільно «хитається» в гнізді основи підшипників. У підшипниках діаметром до 3,1 м застосовується конструкція з поодинокими вкладишами, що мають дугу 120°. Підшипники великих розмірів (наприклад, діаметром 3,8 м), застосовувані на млині, встановленого на підприємстві фірми «Хіббінг Таконайт», мають чотири сухаря, які служать для вирівнювання тиску підшипника на поверхню цапфи великого діаметра.

## Привод
Обладнання, що використовується в гірничодобувній промисловості, оснащується приводами з зубчастими передачами, що обумовлено простотою і низькою їх вартістю. У зв'язку з цим розміри млинів дещо обмежені максимальними розмірами і номінальною потужністю зубчастих передач. При потужності до 4500 кВт застосовуються приводи з однією провідною шестернею, при більшій потужності — з двома. При використанні приводів з двома проводними шестернями встановлюються два двигуни, навантаження на яких повинне бути розподілене таким чином, щоб стабілізувати віддану ними потужність. Це може бути досягнуто застосуванням двигунів з фазним ротором або спеціальних синхронних двигунів, врівноважуючих навантаження.
У млинах з двома провідними шестернями, особливо за наявності в передачі редукторів, існує потенційна можливість виникнення критичних коливань або резонансу, що може призвести до передчасного виходу з ладу привода. Тому в обсяг робіт з проектування млинів і входить аналіз крутильних коливань привода. Параметри пружності з'єднувальних муфт і валів, а також електричні характеристики приводного двигуна та системи живлення вводяться в програму ЕОМ з метою встановлення наявності критичних коливань. Робота млина під час розгону і в сталому режимі аналізується з використанням ЕОМ, для чого є спеціальні програми. Якщо в результаті такого аналізу з'ясовується потенційна можливість виникнення зазначених проблем, необхідно видозмінити привод з метою зміни резонансної частоти і провести повторний аналіз.
Установка головної шестерні на кінці цапфи характерна для випускаючих фірмою «Алліс–Чалмерс» млинів «Рокс». Така конструкція охороняє головну і проводні шестерні від пошкодження внаслідок нещільності болтових з'єднань.
Застосовується і інше компонування привода: шестерня змонтована на барабані. Як правило, така компоновка економічніша. У схемах приводів фірма часто застосовує надійні високошвидкісні редуктори, що дозволяє використовувати двигуни з високою частотою обертання. Це зменшує габарити і знижує вартість привода.
Проточна частина. Сектори решітки та футерувальні плити зазвичай виготовляються з хромомолібденової сталі, розвантажувальні лотки — із ніхарда (загальна назва марок легованого чавуну, що застосовується для виготовлення виливків, що працюють в умовах абразивного зношування та ударного навантаження, зносостійкий мартенситовий чавун). Якщо пропускна здатність діафрагми (решітки) у зоні розвантаження недостатня, то зовнішні ознаки цього при роботі млина такі ж, як і у випадку, коли розмір млина занадто малий для даної продуктивності: підвищується рівень завантаження і шламу, подрібнення стає більш грубим, через ущільнення завантажувального жолобу витікає шлам.
Пропускна спроможність вузла діафрагми в значній мірі залежить від площі щілин решітки. Ще більш важливим чинником є пропускна здатність розвантажувальних пристроїв або лотків, розташованих позаду решітки. Якщо пропускна здатність лотків недостатня, то класичне рішення, що полягає у збільшенні площі решітки, не завжди дасть позитивні результати, а іноді, як показала практика, може навіть погіршити становище, оскільки призведе до можливості вихлюпування пульпи назад в млин. Це зумовить «мокрий» режим роботи млина, при якому шихта може «спливти», що знижує ефективність подрібнення. Крім того, зворотнє вихлюпування призводить до підвищеного зносу внутрішніх деталей вузла діафрагми, що також завдає економічних втрат.
У багатьох випадках в залежності від застосовуваної системи подрібнення наявність отворів забезпечує розвантаження гальки і зношених куль. У млинах самоподрібнення, подібних встановленим на підприємстві «Емпайр майн», вся пульпа розвантажується через квадратні отвори розміром приблизно 75 × 75 мм. Щілини у решітках відсутні.
У млинах повного самоподрібнення важливу роль відіграє низький рівень розвантаження для забезпечення якомога більш сухого процесу подрібнення завантаженої руди. Це сприяє ефективному підйому руди при обертанні барабана та інтенсивному самоподрібненню. У деяких випадках плити і ліфтери виготовлялися як один виливок з метою полегшення швидкої заміни і максимального використання млина. При цьому зменшується до мінімуму ступінь зносу і вибракування зазначених деталей.
Для млинів повного самоподрібнення з реверсивним обертанням фірмою досягнуті значні успіхи завдяки застосуванню футерувальних плит з ніхарда зі змінними ліфтерами «затискного» типу, виготовленими з хромомолібденової сталі або високоміцного залізного сплаву. Ніхард може бути використаний для виготовлення броньових плит тільки для млинів повного самоподрібнення, оскільки при цьому процесі виключаються удари сталевих куль діаметром 100—125 мм, як це має місце при частковому самоподрібненні.
Виготовлення млинів. Розглянемо окремі етапи виготовлення великогабаритних млинів «Роксил». Кромки сталевих листів готуються до зварювання на газорізальній машині. Одночасно газополум'яною різкою вирізаються отвори під болти броньових плит. Надалі ці отвори розгортаються. Газополум'яне різання проводиться автоматично. Управління переміщенням різаків здійснюється з посту керування за допомогою фотоелемента, що стежить за лініями, нанесеними на кресленні.
Згин плит для надання їм циліндричної форми проводиться на дуже потужних гігантських вальцях, здатних виробляти згин в холодному стані сталевих листів товщиною 15 см і шириною 3 м по колу діаметром 3 м. На цих вальцях проводиться також вигин плит конічних днищ для придання їм необхідної форми.
Після перевірки розмірів попередньо вручну зварюються циліндрична частина барабана, його товста «перехідна» плита і конічні днища. Потім вся конструкція поміщається в зварювальну установку портального типу.
На новій зварювальній установці портального типу можуть зварюватися кожухи діаметром до 12,2 м. На кожух, який повільно повертається на роликах, накладаються внутрішні і зовнішні кільцеві шви. Необхідно забезпечити 100 %–вий провар всіх швів. Контроль швів проводиться ультразвуковими методами. Після накладення кільцевих швів кожух розрізається в горизонтальному напрямку, до нього приварюються фланці.
Наступним етапом після закінчення всіх зварювальних робіт є зняття напружень. На підприємстві фірми є дві термічні печі для зняття напружень. Печі призначені для обробки кожухів млинів самоподрібнення. У цеху зварювання кожухи встановлюють на спеціальну залізничну платформу і перевозять до печі. Після зняття напружень перевіряються розміри кожуха, потім кожух може бути підданий механічній обробці.
Обробка фланця горизонтального стику і свердління отворів під болти здійснюється розточувальним шпинделем. Дві з чотирьох секцій кожуха, складові його половини, встановлюються на горизонтально–розточувальний верстат розміром 18,7 м. На цьому верстаті обробляються фланець шестерні, центральний стик кожуха і фланці посадочних поверхонь днища. Після механічної обробки кожух готовий до остаточної збірки на місці встановлення млина. У деяких випадках збірка млина виробляється на підприємстві фірми з метою перевірки усіх посадочних поверхонь.
При складанні млин провертається в підшипниках за допомогою мостового крана для перевірки биття фланця шестерні і шийок цапф. Перша з шести виготовлених за одним замовленням млинів «Роксі» діаметром 11 м збиралася на заводі, плити були відвантажені без заводської зборки.
Перед відвантаженням замовникові цей перший млин було розібрано. Барабан його виготовлений з чотирьох секцій, тому що інакше його неможливо перевезти ні залізницею, ні по автомобільних дорогах. Звичайно число секцій, на які доводиться розділяти барабан млина, визначається дорожніми габаритами. Барабан млина діаметром 11 м був розділений на чотири секції, однак якби за умовами транспортування знадобилося розділити його на вісім секцій, утруднень це не викликало б.
Фірма «Алліс–Чалмерс» домоглася значних успіхів у проектуванні та виготовленні великогабаритних млинів самоподрібнення. Вони по праву вважаються одними з кращих у світі. Позитивний досвід створення млинів великої одиничної потужності необхідно використовувати і вітчизняним машинобудівникам.